# Monticello (Iowa)
Monticello è una città degli Stati Uniti d'America, situata nello Stato dell'Iowa, nella Contea di Jones.